# Цинковая чума

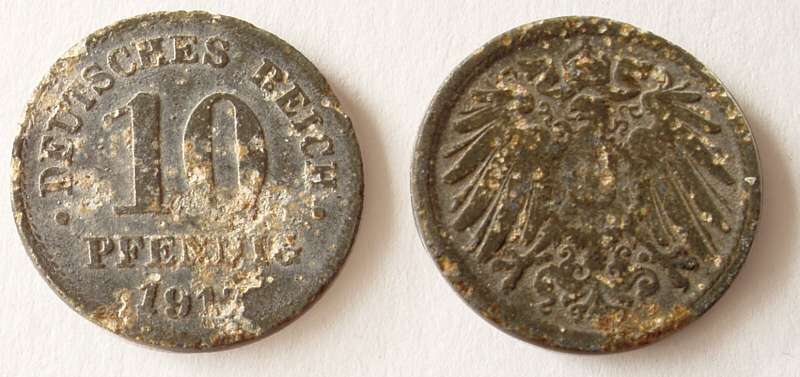
10 пфеннигов 1910-х гг., изъеденные цинковой чумой

Цинковая чума — это сленгово-терминологическое обозначение микрофизического явления, заключающегося в нарушении целостности и разрушении структуры материала металлического изделия из неоднородного цинкового сплава с течением времени, вызванного либо грубым нарушением технологии изготовления данного изделия, либо воздействием на изделие экстремальных внешних условий; используется при описании соответствующих явления и процесса, в частности, в среде коллекционеров масштабных моделей автомобилей.

## История и распространение понятия
Время и контекст первого употребления понятия не уточнено, вероятно, оно впервые нашло применение в кругу специалистов-металловедов в связи с наблюдением соответствующего явления и процесса, хотя также возможно, что это сленговое наименование частного вида микрофизического разрушения изделия изначально не употреблялось как металловедческий термин в специальной литературе, а родилось в сообществе потребителей, зафиксировавших явление цинковой чумы в процессе пользования изделием из неоднородного цинкового сплава, и уже оттуда перешло в более общее употребление, в пользу этого свидетельствует тот факт, что в данное время понятие укрепилось и активно используется в среде коллекционеров масштабных моделей автомобилей, в массовой степени столкнувшихся с явлением цинковой чумы на примере масштабных моделей, изготовленных из неоднородного цинкового сплава рядом российских предприятий и мастерских в приблизительный период с конца 1980-х до 2000-х гг.

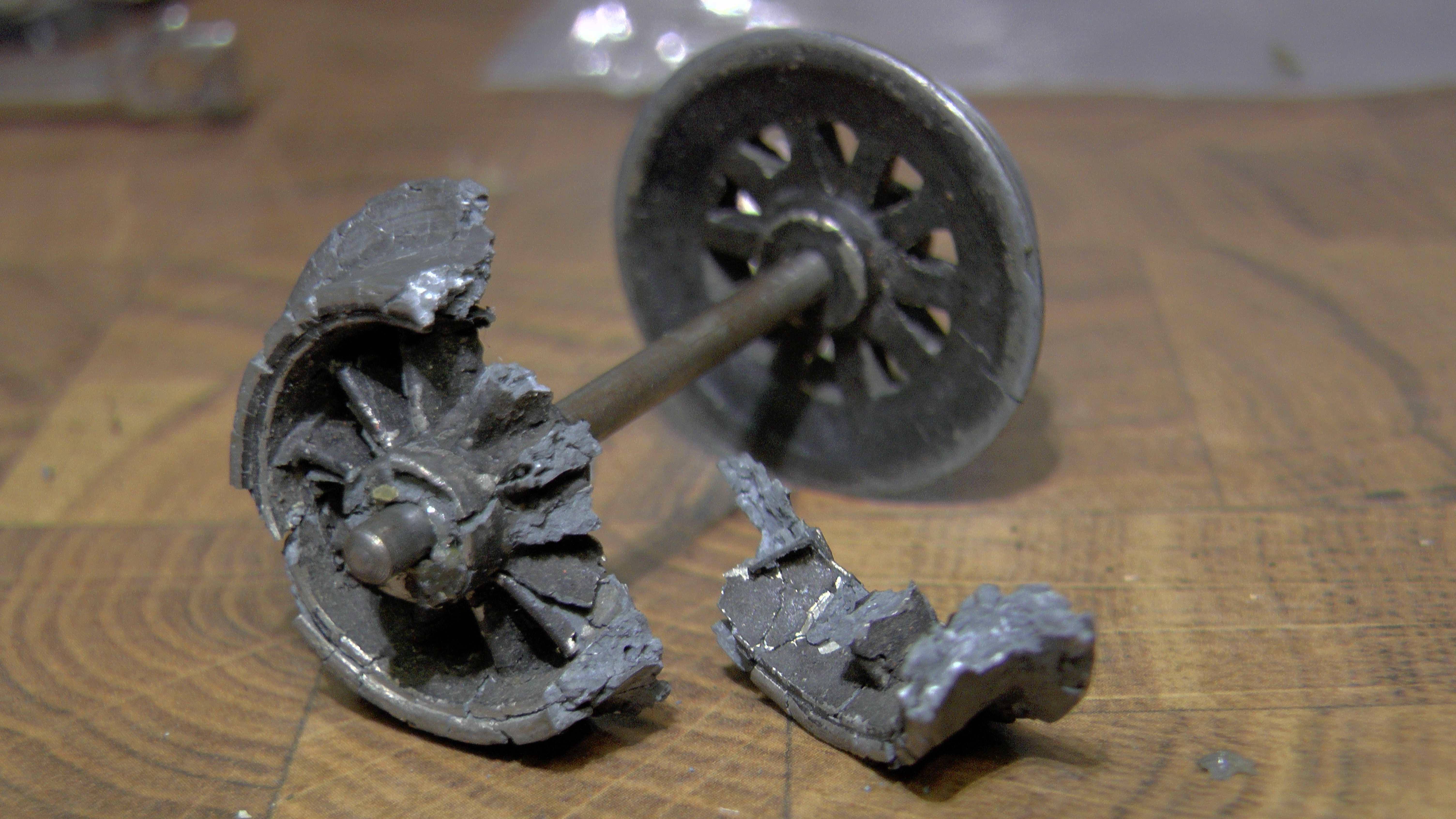
Колесная пара масштабной модели железнодорожной техники со следами цинковой чумы

## Специфика и причины явления
Явление цинковой чумы характеризуется радикальным и необратимым нарушением целостности и разрушением структуры материала металлического изделия, приводит к порче изделия, его поломке и невозможности функционального использования. Согласно зафиксированным наблюдениям, признаки цинковой чумы проявляются по прошествии нескольких лет службы изделия, включая его нахождение в спокойном состоянии при благоприятных внешних условиях. Цинковая чума не является признаком естественного старения материала изделия при прочих благоприятных условиях. При имеющихся предпосылках к возникновению предотвратить развитие цинковой чумы невозможно, физико-механический ущерб от её воздействия на изделие необратим.
В первую очередь, явление цинковой чумы может быть обусловлено критическим нарушением технологического процесса изготовления изделия или его заготовки из неоднородного цинкового сплава. В зависимости от специфики технологии изготовления её нарушение может заключаться в неверных пропорциях составляющих конечного сплава, соблюдение которых при производстве прямо влияет на прочность изделия, либо в отсутствии/присутствии в его составе компонента, своими свойствами влияющего на целостность структуры микрофизических соединений сплава.
Во вторую очередь, явление цинковой чумы может быть обусловлено воздействием критических температур на материал изделия из неоднородного цинкового сплава, также способных нарушать целостность его микрофизических соединений.

## Этика явления
Массовое обнаружение признаков цинковой чумы в промышленной партии однородных изделий свидетельствует о браке в технологии их изготовления, данное явление считается недопустимым в этике производства и подлежит незамедлительной нейтрализации, нарушает права конечного потребителя изделия, так как ведёт к его преждевременной порче, что также может негативно сказаться на безопасности его использования.